# 兰州交通大学
兰州交通大学，簡稱兰交大，原名兰州铁道学院。创立于1958年，2003年改为现名。是由唐山铁道学院（现西南交通大学）和北京铁道学院（现北京交通大学）部分系科分划组建而成的中国第三所铁路高校。位于甘肃省兰州市安宁区，原隶属于铁道部，现在隶属于甘肃省。学校校友主要活跃在铁路交通领域。
兰州交通大学是第一所参与青藏铁路建设的高校。

## 历史
学校前身可追溯至1896年成立的山海关北洋铁路官学堂和1909年成立的北京铁路管理传习所。兰州交通大学创立于1958年，是由唐山铁道学院（现西南交通大学）和北京铁道学院（现北京交通大学）部分系科分划组建而成的中国第三所铁路高校，时名兰州铁道学院，由中华人民共和国铁道部教育局局长孟华兼任学院院长。1950年代末至1990年代末，学校隶属铁道部领导，实行行业办学管理体制。2000年，实行“中央与地方共建，以地方政府管理为主”的管理体制。2003年4月16日，经教育部批准，更名为兰州交通大学。
建校初期，根据铁路建设需要，成立了铁道建筑、铁道桥梁及隧道、铁道运输、铁道电机、铁道机械5个系，共设置了铁道运输、铁道建筑、内燃机车、铁道车辆、桥梁与隧道、铁道通信、铁道信号7个专业。其中，铁道运输系、铁道电机系由北京铁道学院负责组建，铁道建筑系、铁道桥梁与隧道系、铁道机械系由唐山铁道学院负责组建。340多名教职工于建校当年从京、唐两校成建制地调入学校，其中包括中国铁道运输学科奠基人之一的林达美教授、桥梁专家胡春农教授、铁道轨道专家沈智扬教授、有线通信专家孙祺荫教授、机械专家张殿执教授、无线电技术专家班冀超教授、数学家赵祯教授。铁道部还抽调了一批留苏科学技术副博士和研究生充实教师队伍，从而奠定了铁路特色专业的主干地位和专业师资的基础。
2021年2月2日，经中华人民共和国教育部批准，原属兰州交通大学管理的独立学院兰州交通大学博文学院脱离该校管理，并转设为民办普通高等学校兰州博文科技学院，由甘肃建坤房地产开发有限公司全资持有。

## 校园文化
兰州交通大学是一所以工科为主，理、经、管、人文学科兼有的教学研究型大学。学校有本科专业70个，涉及 6 个学科门类，35 个专业类。学校现有2个校区，有土木工程学院、自动化与电气工程学院、电子与信息工程学院、机电工程学院、环境与市政工程学院、经济管理学院、交通运输学院、化学与生物工程学院、外国语学院、数理与软件工程学院、建筑与城市规划学院、艺术设计学院、继续教育学院、国际联合教育学院、文学与国际汉学院、测绘与地理信息学院等 16 个学院和社会科学系及体育教学部；学校获2023年国家级教学成果奖二等奖4项（2项主持，2项参与）。有国家级教学团队1个，全国高校黄大年式教师团队1个。国家级实验教学示范中心4个，国家级虚拟仿真实验教学中心1个，国家级工程实践教育中心11个，19个省级教学团队和16个省级实验教学示范中心。有国家级一流本科专业建设点27个，国家级特色专业6个，10个省级一流专业建设点，国家级本科专业综合改革试点1个，国家级一流课程13门，国家级精品课程3门。国家级人才培养创新实验区1个，11个（15）专业先后通过工程教育专业认证。
全校共有教职工2269人，其中专任教师1790人，教授333人，副教授670人。有双聘院士2人，“长江学者”特聘教授1人；有各类在册学生 30000 余人，其中全日制普通本科在校生 17000 余人，各类研究生 1800 余人，成人学历教育在册学生 12000 人。
学校占地面积达 1452 亩，校舍建筑面积 55. 7 万平方米 ，总资产 9.52 亿元，其中固定资产 5.28 亿元；图书馆藏书 174 万册（其中电子图书 42 万册），是甘肃省五大文献收藏单位之一。